# Bientraitance pédagogique
 (septembre 2024).
 (septembre 2024).
La mise en forme du texte ne suit pas les recommandations de Wikipédia : il faut le « wikifier ».
Les points d'amélioration suivants sont les cas les plus fréquents :
- Les titres sont pré-formatés par le logiciel. Ils ne sont ni en capitales, ni en gras.
- Le texte ne doit pas être écrit en capitales (les noms de famille non plus), ni en gras, ni en italique, ni en « petit »…
- Le gras n'est utilisé que pour surligner le titre de l'article dans l'introduction, une seule fois.
- L'italique est rarement utilisé : mots en langue étrangère, titres d'œuvres, noms de bateaux, etc.
- Les citations ne sont pas en italique mais en corps de texte normal. Elles sont entourées par des guillemets français : « et ».
- Les listes à puces sont à éviter, des paragraphes rédigés étant largement préférés. Les tableaux sont à réserver à la présentation de données structurées (résultats, etc.).
- Les appels de note de bas de page (petits chiffres en exposant, introduits par l'outil «  Source ») sont à placer entre la fin de phrase et le point final[comme ça].
- Les liens internes (vers d'autres articles de Wikipédia) sont à choisir avec parcimonie. Créez des liens vers des articles approfondissant le sujet. Les termes génériques sans rapport avec le sujet sont à éviter, ainsi que les répétitions de liens vers un même terme.
- Les liens externes sont à placer uniquement dans une section « Liens externes », à la fin de l'article. Ces liens sont à choisir avec parcimonie suivant les règles définies. Si un lien sert de source à l'article, son insertion dans le texte est à faire par les notes de bas de page.
- La présentation des références doit suivre les conventions bibliographiques. Il est recommandé d'utiliser les modèles {{Ouvrage}}, {{Chapitre}}, {{Article}}, {{Lien web}} et/ou {{Bibliographie}}. Le mode d'édition visuel peut mettre en forme automatiquement les références.
- Insérer une infobox (cadre d'informations à droite) n'est pas obligatoire pour parachever la mise en page.

Pour une aide détaillée, merci de consulter Aide:Wikification.
Si vous pensez que ces points ont été résolus, vous pouvez retirer ce bandeau et améliorer la mise en forme d'un autre article.
La bientraitance pédagogique est un concept d'accompagnement pédagogique alliant la psychologie clinique, scolaire et les sciences de l'éducation. Ce concept a été introduit par Marie-Pierre Loton Bidal,. Elle propose de prendre en compte le vécu scolaire subjectif des enfants afin de bien traiter la singularité de chacun en respectant leurs besoins propres et éviter tout état de souffrance à l'école. C'est-à-dire d'ajuster la relation pédagogique aux élèves en fonction de leurs besoins spécifiques. L'objectif de la bientraitance pédagogique est de favoriser le confort de travail, et permettre par la qualité des modalités d’apprentissage, d’améliorer les conditions d’exercice du métier d’élève,.
La bientraitance pédagogique est une pratique alternative d’enseignement basée sur un relationnel à l’élève fait de confiance mutuelle, compréhension, réflexivité réciproque qui vise un objectif de bien-être scolaire, d’épanouissement personnel, un bonheur d’être (de La Garanderie, 2013). Elle se définit par la pratique non pas de la transmission de savoirs mais par l’accompagnement aux savoirs-être et savoir-faire. La bientraitance pédagogique est ainsi une philosophie d’accompagnement des élèves qui relève de l’Éthique du care : C’est-à-dire prendre « soin » des élèves (Guedeney & Guedeney, 2002), les traiter en fonction de leurs besoins particuliers. Elle se pratique par le biais de projets personnalisés qui légitiment la pratique enseignante à s’écarter du programme national au profit du respect de la programmation neurocognitive propre à l’élève.
La bientraitance est une notion éthique qui couvre un large spectre d’application, notamment pour une population reconnue dans sa vulnérabilité (enfants, personnes âgées, animaux…). L’ANESM (2008) définit la bientraitance comme une démarche collective qui identifie le meilleur accompagnement possible pour l’usager de structures de soin.
La bientraitance pédagogique permet notamment de développer l’autonomie des élèves, en leur permettant de développer leurs compétences sociales et émotionnelles, de favoriser l’émancipation cognitive en activant un raisonnement métacognitif, d'augmenter le sentiment d’auto-efficacité,conséquemment l’estime de soi, et de déclencher une motivation intrinsèque, d'améliorer le bien-être des élèves en leur offrant un environnement scolaire bienveillant et respectueux, avec en miroir une amélioration du bien-être des enseignants, d'instaurer un climat de classe solidaire en favorisant le respect des besoins de chacun.
Les bénéfices de l’implémentation d’un dispositif de bientraitance pédagogique peuvent être évalués par une Echelle de Mesure du Vécu Scolaire (EMVS).
Pour mettre en place une pratique de bientraitance pédagogique, il est indispensable de repenser les modalités d’accueil de la singularité et donc de la diversité des élèves (environnement sécure). Une Charte de Bientraitance Scolaire a été élaborée afin de définir les bons gestes et de préciser les caractéristiques relationnelles bienveillantes de l’accompagnement pédagogique. Cette charte correspond à la traduction dans l’univers scolaire d’une liste établie de recommandations de bonnes pratiques professionnelles (ANESM, 2008) transférées du secteur médical au secteur éducatif.
Pour mettre en œuvre la bientraitance pédagogique, il est possible d’utiliser des outils tels que :
- La psychologie positive pour prévenir les problèmes de discipline et trouver des solutions aidantes (activation du système de récompense). Cela permet d’aider chaque élève à se sentir encouragé au quotidien3 ;
- La communication non-violente (CNV). Cela permet d’établir une communication enfant-adulte, certes asymétrique, mais respectueuse de l’élève ;
- La neuropédagogie pour élaborer des projets d’apprentissage qui répondent aux plus près des modalités neurocognitives des enfants en fonction de leur développement propre, voire de leurs altérations cognitives (politique inclusive) ;
- Les médiations corporelles (sophrologie, méditation, techniques de relaxation…) ;
- Les neurosciences affectives et sociales[9] afin de favoriser l’établissement d’un climat interpersonnel bienveillant et confiant.

Les conditions d’installation d’une bientraitance pédagogique sont fondamentalement relationnelles, intersubjectives. Il convient de créer un climat de confiance entre l’enseignant et l’élève, favorisant ainsi l’apprentissage ajusté aux besoins et au fonctionnement cognitif spécifique de chaque apprenant ; Être attentifaux besoins et accueillir les explicitations des élèves ; Instaurer un dialogue pédagogique pour prendre en compte les besoins individuels des élèves, en s’informant auprès d’eux de leur besoin afin de leur offrir un accompagnement personnalisé.
Pour cela, quatre piliers soutiennent l’édifice d’un dispositif de bientraitance pédagogique l’explicitation métacognitive des élèves, l’identification explicite des besoins des élèves, la communication des besoins, la connaissance du cerveau (la neuropédagogie).
L’évaluation de la bientraitance pédagogique peut se faire avec des indicateurs tels que le bien-être des élèves  (échelle de mesure du vécu scolaire : EMVS), la satisfaction des élèves (questionnaires de satisfaction), les performances scolaires (grille d’auto-évaluation).

## Dispositif d'Accompagnement Bientraitant
L’architecture d'un Dispositif d’Accompagnement Bientraitant (DAB) se divise en 4 axes traduits du référentiel de soin de la HAS en préconisations scolaires (sous la forme d’une Charte de Bientraitance Scolaire). Ces axes repères sont composés de 2 actions en direction des élèves (repères 1&2) et 2 actions à destination des enseignants (repères 3&4) : 
- Axe repère 1 : L’élève co-auteur de son parcours d’apprentissage. Ce qui implique une pratique neuropédagogique, avec apprentissage métacognitif, enseignement explicite…
- Axe repère 2 : La qualité du lien entre l’enseignant et l’apprenant. Ce qui implique une relation d’accompagnement, avec l’établissement d’une relation de confiance (sans peur).
- Axe repère 3 : L’enrichissement des structures et des accompagnements (contributions internes et externes à l’école) : Ce qui implique un partenariat, une communication entre les accompagnants : parents, équipes pédagogiques, pluridisciplinaires.
- Axe repère 4 : Le soutien aux enseignants dans leur démarche de bientraitance. Ce qui implique un accompagnement à l’accompagnement et analyse des pratiques.

Si sa conceptualisation trouve ses origines dans le traitement de la souffrance scolaire et la prise en compte des élèves à besoins particuliers au cœur d’une politique inclusive qui bouscule les pratiques enseignantes, la bientraitance pédagogique est avant tout la modélisation d’une pratique éthique d’accompagnement scolaire issue des recommandations cadre de bientraitance de la Haute Autorité de Santé.
Des Dispositifs d’Accompagnement Bientraitant (DAB), qui tiennent compte des particularités neurodéveloppementales, ont été expérimentés et validés pour leur efficacité dans l’accueil d’élèves en situation de handicap (troubles Dys, TDAH ...).